# Benedetto Solari
Benedetto Solari (Chiavari, 9 marzo 1742 – Genova, 13 aprile 1814) è stato un vescovo cattolico italiano.

## Biografia
Abbracciò la vita religiosa tra i frati predicatori e fu professore di teologia dogmatica a Genova.
Fu eletto vescovo di Noli nel 1778.
Entrò in contatto con Eustachio Degola e si avvicinò alle idee gianseniste: nel 1789 pubblicò un'opera sul privilegio paolino e nel 1794 si oppose davanti al senato genovese alla pubblicazione della costituzione apostolica Auctorem Fidei, che condannava il Sinodo di Pistoia.
Fu attaccato dal cardinale Giacinto Sigismondo Gerdil, al quale rispose con un'Apologia in tre volumi, pubblicata a Genova nel 1804.
Inizialmente ostile alla costituzione civile del clero, si avvicinò poi agli ideali rivoluzionari e fu chiamato a lavorare nella commissione incaricata di redigere il progetto di costituzione della Repubblica democratica ligure. In seguito prese le distanze dall'esperienza religiosa rivoluzionaria. 
Rifiutò di consacrare, senza l'approvazione papale, il giansenista Giovanni Felice Calleri come vescovo coadiutore di Genova.
Non volle recarsi al concilio della Chiesa costituzionale convocato a Parigi nel 1801.
Concluse la sua vita come pastore della sua diocesi, senza imporre al suo clero le idee gianseniste.

## Genealogia episcopale
La genealogia episcopale è:
- Cardinale Scipione Rebiba
- Cardinale Giulio Antonio Santori
- Cardinale Girolamo Bernerio, O.P.
- Arcivescovo Galeazzo Sanvitale
- Cardinale Ludovico Ludovisi
- Cardinale Luigi Caetani
- Cardinale Ulderico Carpegna
- Cardinale Paluzzo Paluzzi Altieri degli Albertoni
- Cardinale Gaspare Carpegna
- Cardinale Fabrizio Paolucci
- Cardinale Francesco Barberini
- Cardinale Annibale Albani
- Cardinale Federico Marcello Lante Montefeltro della Rovere
- Cardinale Lazzaro Opizio Pallavicini
- Vescovo Benedetto Solari, O.P.